# Strongylium suridhobanum
Strongylium suridhobanum (лат.) — вид жуков-чернотелок из подсемейства Stenochiinae (Tenebrionidae). Эндемик Непала (Dolakha Distr., Suridhoban на высоте 1050 м). Название происходит от имени местной деревни Suridhoban, где был найден голотип.

## Описание
Жуки среднего размера, с тёмной и сверху частично яркой, как у златок окраской тела. Длина тела составляет около 10 мм. Передняя часть головы, бёдра, голени, а также передний и задний края переднеспинки тёмно-синие, задняя часть головы, надкрылья с участками в передней 1/5, передних 2/5 — 3/5 и задних 1/9 зеленовато-золотистые до голубоватых зелёного, переднеспинка с большими округлыми участками с обеих сторон пурпурная, центральные части областей становятся тёмно-синими, надкрылья с поперечно субквадратной, пурпурной полосой от передней 1/8 до середины, большая центральная часть которой становится тёмно-синей, также с другой поперечной полоса от задних 4/9 до тех же 2/9 несколько железистая, задние края (задней) полосы фиолетовые и несколько зазубренные; брюшные стороны тёмно-синие или частично тёмно-фиолетовые, усики и лапки почти чёрные, ротовые части и коготки почти тёмно-коричневые; дорсальная поверхность сильно, металлически блестящая, ноги умеренно блестящие, брюшная поверхность слегка блестящая; основные части тела голые, булава усиков, вентральные части голеней и лапки, особенно вентральные стороны, опушены. Тело продолговато-яйцевидное, сверху сильно выпуклое.

## Классификация
Вид был впервые описан в 2010 году японским энтомологом Кимио Масумото (Institute of Human Culture Studies, Otsuma Women’s University, Токио, Япония) и немецким колеоптерологом Вольфгангом Шаваллером (Staatliches Museum für Naturkunde, Штутгарт, Германия) вместе с новыми видами Strongylium martensi, Strongylium brancuccii, Strongylium wittmeri, Strongylium arunense.
Включён в состав трибы Stenochiini (=Strongyliini) из подсемейства Stenochiinae.